# Ŭ
De letter ŭ, een u met een breve, wordt gebruikt in de plantaal Esperanto om de klank [u̯] aan te geven. De letter komt vrijwel uitsluitend voor in verbinding met a of e, zoals in aŭto (auto) of Eŭropo (Europa, eeuw-'ro-po).
Daarnaast komt de ŭ voor in verschillende methodes om het Wit-Russisch in het Latijnse alfabet te schrijven (Łacinka), als tegenhanger van de Cyrillische letter ў, waaraan de Esperantoletter waarschijnlijk is ontleend.
In het Duits gebruiken sommige schrijvers dit teken in hun handschrift om een u van een n te onderscheiden. Dit komt uit het gebruik van de oude Sütterlin waarin u en n er anders hetzelfde uitzien.
Ten slotte kwam de ŭ in het verleden ook voor in het alfabet van het Roemeens.
Unicode gebruikt U+016C voor de hoofdletter (Ŭ) en U+016D voor de kleine letter (ŭ).